# Paísio I de Constantinopla
Paísio I de Constantinopla (em grego: Παΐσιος Α΄; m. c. 1688) foi patriarca ecumênico de Constantinopla por duas vezes, entre 1 de agosto de 1652 e abril de 1653 e novamente entre março de 1654 e março de 1655. Antes disto, ele foi bispo de Éfeso e bispo metropolitano de Lárissa.

## História
Paísio nasceu na virada do século XVI para o século XVII, mas em data desconhecida. Era natural da ilha de Lesbos. Numa época de grande turbulência, Paísio não teve um destaque em particular. Depois de sua segunda deposição, ele se estabeleceu em Halki (Heybeliada) e recebeu a metrópole de Éfeso e Cízico "eis zoarkeian", ou seja, sem nenhuma obrigação pastoral. A data e o local de sua morte são desconhecidos, mas é provável que ele tenha morrido em Halki no final do século.